# Gelsolina
La gelsolina è una proteina incappucciante che promuove la depolimerizzazione a livello dell'actina.